# Microrhopala beckeri
Microrhopala beckeri es una especie de insecto coleóptero de la familia Chrysomelidae.
Fue descrita científicamente en 1905 por Julius Weise.